# Regstrup
Regstrup is een plaats in de Deense regio Seeland, gemeente Holbæk, en telt 1965 inwoners (2008).
De plaats ligt ten zuidwesten van de stad Holbæk.

## Geboren
- Nicolai Stokholm (1976), voetballer